# کامبیز بهنیا
کامبیز بهنیا(۱۳۲۳) استاد دانشگاه و دارنده نشان لژیون دو نور است.
کامبیز بهنیا در سال ۱۳۲۳ به دنیا آمد. او مدرک کارشناسی خود را در رشته راه و ساختمان از انستیتو ملی علوم کاربردی لیون فرانسه در سال ۱۳۴۶، مدرک کارشناسی ارشد در گرایش زمین‌شناسی دینامیکی در سال ۱۳۴۸ و دکترای خود را در سال ۱۳۵۰ از دانشگاه پاریس دریافت کرد. بهنیا پس از پایان تحصیلات به ایران برگشته و در دانشگاه تهران به تدریس پرداخت.
کتاب مکانیک خاک (کتاب) او در سال ۱۳۶۵ منتشر و در مراسم کتاب سال جمهوری اسلامی ایران به عنوان کتاب برگزیده معرفی شد. این کتاب از کتب درسی دانشگاه در رشته عمران محسوب می شود.

## تالیفات
- بهنیا، کامبیز. "طرح فرودگاه‌ها." تهران: مرکز نشر دانشگاهی، ۱۳۶۴
- بهنیا، کامبیز و امیر محمد طباطبایی. "مکانیک خاک (جلد ۱)." تهران: انتشارات دانشگاه تهران، ۱۳۶۵
- بهنیا، کامبیز و امیر محمد طباطبایی. "مکانیک خاک (جلد ۲)." تهران: انتشارات دانشگاه تهران، ۱۳۸۸.[۵]